# Matthias Bloch
Matthias Bloch (født 24. oktober 1682 i Odense, død 27. november 1729) var en dansk præst.
Faderen, Anders Mortensen, var degn ved Odense Hospital; hans moder hed Kirsten Hansdatter. Tidlig forældreløs gennemgik han i såre trange kår Odense Skole og dimitteredes fra denne 1702. For at have livsopholdet nødtes han til som student at tage plads som huslærer i Fyn; men ved hjælp af kommunitet og Borchs Kollegium lykkedes det ham dog at fuldende sine eksaminer 1708. Et par år efter tilbød konsistorium ham andet kapellani ved Frue Kirke i København; men han ønskede ikke embedet og havde sit ophold ved privatinformationer og manuduktion, indtil han 1711 blev udnævnt til lektor teologi i Kristiania; men dette embede tiltrådte han aldrig. Han tog den teologiske licentiatgrad og rejste derpå over til Odense for at tage afsked inden sin afrejse til Norge. Men så udvirkede stiftsprovsten i Odense, magister Jørgen Carstens, ved personlig henvendelse til kongen, at han måtte blive hjælpepræst med successionsløfte hos ham og tillige bibeholde indtægterne af lektoratet i Kristiania mod at holde vikar. Han blev derpå ordineret og, da magister Carstens døde 1717, hans eftermand. Som stiftsprovst i Odense virkede han til sin død 1729. Af skrifter har han kun udgivet nogle teologiske disputatser, men efterlod i håndskrift en række metriske betragtninger over adskillige bibelske bøger. Han var en særdeles dygtig præst, der nød den største agtelse og sin menigheds fulde tillid. hans hustru var formandens, magister Carstens' datter, Sille Carstens, der levede i Odense til 1775. Blandt deres børn er biskop Jørgen Carstens Bloch; en datter, Mette Kirstine Bloch, anføres i Schønaus Samling af danske lærde Fruentimmer, side 573 ff.